# Viktor Markin
Viktor Fjodorovitj Markin (ryska: Виктор Фёдорович Маркин), född den 23 februari 1957, är en sovjetisk före detta friidrottare som tävlade i kortdistanslöpning.
Markin var ganska okänd inför Olympiska sommarspelen 1980 i Moskva men i finalen slog han till med ett nytt personligt rekord tillika nytt europeiskt rekord i finalen på 400 meter då han noterade tiden 44,60 vilket räckte till guldet. Vid samma mästerskap ingick han även i det sovjetiska stafettlaget på 4 x 400 meter som vann guld.
Han deltog vid EM 1982 i Aten där han blev bronsmedaljör både på 400 meter och i stafettlaget på 4 x 400 meter. Han tävlade vidare vid det första världsmästerskapet 1983 i Helsingfors. Han blev där utslagen i semifinalen på 400 meter men blev senare världsmästare i den långa stafetten.
Han valde att avsluta sin karriär då Sovjetunionen bojkottade olympiska sommarspelen 1984.

## Personliga rekord
- 400 meter - 44,60 från 1980